# Mariage en Israël

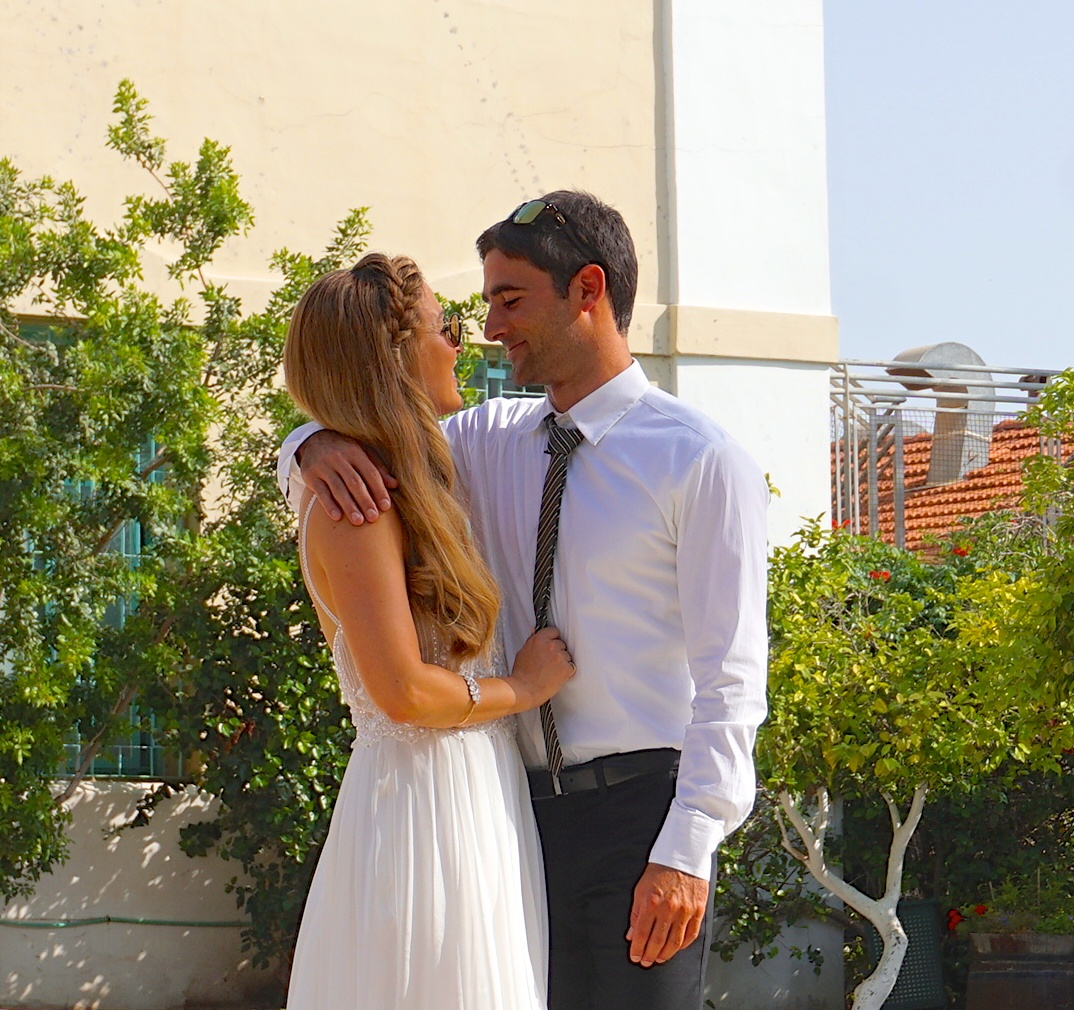
Couple israélien à Tel Aviv, 2014

En Israël, les mariages ne peuvent être célébrés que sous les auspices de la communauté religieuse à laquelle appartiennent les couples, et aucun mariage interconfessionnel célébré dans le pays n'est légalement reconnu. Le droit matrimonial est fondé sur le système du millet employé dans l'Empire ottoman, qui n'a pas été modifié pendant le mandat britannique et reste en vigueur dans l'État d'Israël
En plus des confessions respectives des communautés juive, musulmane et druze en Israël, Israël reconnaît dix dénominations distinctes du christianisme. Les mariages dans chaque communauté sont sous la juridiction de leurs propres autorités religieuses L'autorité religieuse pour les mariages juifs célébrés en Israël est le grand rabbinat d'Israël et les tribunaux rabbiniques. Le ministère de l'Intérieur israélien enregistre les mariages sur présentation de documents appropriés. Les autorités religieuses d'Israël - les seules entités autorisées à célébrer des mariages en Israël - n'ont pas le droit de marier des couples interconfessionnels. Par conséquent, ils ne peuvent être légalement mariés en Israël que si l'un des partenaires se convertit à la religion de l'autre. Cependant, les mariages civils, interconfessionnels et homosexuels contractés à l'étranger sont reconnus par l'État.
Plus de 50 % des Israéliens se marient avant l'âge de 25 ans, avec des taux de mariage beaucoup plus élevés chez les Arabes israéliens et les ultra-orthodoxes que chez les Juifs laïques, selon les statistiques publiées le 18 juin 2019 par le Bureau central des statistiques.

## Histoire
Sous l'Empire ottoman, toutes les questions de nature religieuse et de statut personnel, y compris le mariage, relevaient de la compétence des tribunaux musulmans et des tribunaux d'autres religions reconnues, appelées communautés confessionnelles, dans le cadre d'un système connu sous le nom de millet. Les traités de capitulation permettent également l'enregistrement des mariages et des divorces dans les consulats britannique, allemand, américain et autres pendant la période ottomane. Les affaires religieuses juives étaient traitées par le Hakham Bachi et les tribunaux juifs.
L'article 14 du mandat britannique de la Palestine exige que l'administration mandataire crée une commission chargée d'étudier, de définir et de déterminer les droits et les revendications relatifs aux différentes communautés religieuses en Palestine. L'article 15 exige que l'administration mandataire veille à ce que la liberté de conscience complète et le libre exercice de toutes les formes de culte soient autorisés. Ces mandats ne sont jamais appliqués ou mis en vigueur. Le Haut Commissaire crée le rabbinat orthodoxe et conserve un système de millet modifié qui reconnaissait onze communautés religieuses: l'islam sunnite, le judaïsme orthodoxe et neuf confessions chrétiennes. Tous ceux qui n'étaient pas membres de ces communautés reconnues étaient exclus de l'arrangement sur le millet, et les «mariages» célébrés en Palestine en dehors de ces communautés n'étaient pas reconnus. Les mariages consulaires restent coutumiers pendant le mandat britannique et les divorces civils accordés dans d'autres pays sont enregistrés et reconnus par l'administration mandataire. Des dispositions sont prises pour l’enregistrement des mariages, mais pas pour la manière dont les mariages seraient organisés.

### Communauté juive

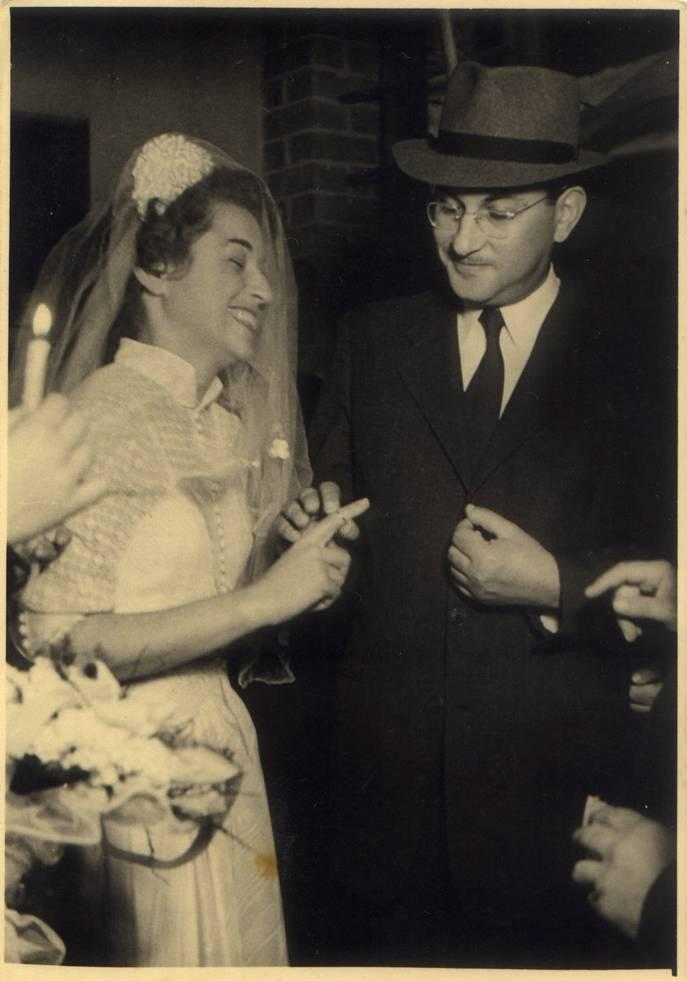
Mariage juif en Israël, début des années 1950

En 1947, David Ben Gourion et les partis religieux parviennent à un accord selon lequel les questions de statut personnel en Israël, y compris le mariage, continueraient d'être déterminées par les autorités religieuses. Cet arrangement s'appelle l'accord du statu quo. L'appartenance à la communauté juive repose sur l'appartenance à un organe appelé « Knesset Israël », organisation bénévole qui gérait les enregistrements des personnes reconnues comme juifs. Il ne semble pas y avoir eu de différend à l'époque pour savoir qui était juif. Cependant, en 1953, des tribunaux rabbiniques sont créés sous la juridiction du Grand-rabbinat d'Israël, compétents en matière de mariage et de divorce pour tous les Juifs d'Israël.
Des restrictions halakhiques sur le mariage sont appliquées en Israël. Ainsi, par exemple, un kohen ne peut pas épouser un converti au judaïsme. Les règles halakhiques orthodoxes s'appliquent aux convertis qui veulent se marier en Israël. Selon ces règles, une conversion au judaïsme doit suivre strictement les normes halakhiques pour être reconnue comme valide. Les conversions non orthodoxes ne sont pas reconnues, de même que certaines conversions orthodoxes qui ne répondent pas aux exigences du grand rabbinat. Par exemple, un homme qui s'est converti au judaïsme orthodoxe aux États-Unis s'est vu refuser un mariage officiel en Israël parce que le rabbin orthodoxe qui l'a converti n'est pas reconnu en Israël. Si le statut juif d'une personne est mis en doute, alors une conversion formelle est nécessaire pour être autorisé à se marier selon les règles orthodoxes, qui régissent tous les mariages entre juifs en Israël. Cela se produit fréquemment avec les Juifs de l'ex-Union soviétique ainsi que les juifs éthiopiens.
Pour se marier, les couples juifs doivent suivre des cours sur la pureté familiale, même s'ils ne sont pas religieux.
En octobre 2013, la loi Tzohar est adoptée, permettant aux juifs de choisir n'importe quel rabbin reconnu par le grand rabbinat au lieu d'être obligés d'être mariés par le rabbin de leur communauté,. En 2015, Tzohar (organisation rabbinique sioniste religieuse en Israël), avec l'Israeli Bar Association, introduit un accord prénuptial destiné à garantir que les épouses en instance de divorce reçoivent un guett ; selon l'accord, le mari s'engage à verser quotidiennement une somme d'argent élevée à son épouse en cas de séparation. Le fait de se marier en dehors de l'autorité religieuse de l'État reste une infraction pénale pour les Juifs d'Israël, ce qui peut entraîner une peine d'emprisonnement pouvant aller jusqu'à deux ans[réf. nécessaire]. L'association Hiddush classe Israël comme la seule démocratie occidentale à égalité avec l'Iran, le Pakistan, l'Afghanistan, l'Arabie saoudite et d'autres États islamiques en ce qui concerne la liberté du mariage.
En 2019, il est signalé que les couples israéliens ont de plus en plus tendance à se marier en Israël en dehors de la juridiction du rabbinat. Le nombre de couples mariés hors du rabbinat augmente et celui par le rabbinat diminue.
En 2019, 67 % de l'immigration en Israël provient de Russie et de l'Ukraine. Selon le démographe Sergio DellaPergola plus de la moitié de ces immigrants ne sont pas considérés comme juifs par les autorités religieuses — le grand-rabbinat d'Israël — malgré leurs origines juives. 426 700 Israéliens sont catégorisés dans la catégorie démographique « autres » ou « sans religion », et en conséquence sont dépourvus du droit de mariage qui est reconnu exclusivement par le rabbinat orthodoxe, qui ne permet pas à ces personnes de se marier religieusement. Ils ne peuvent pas non plus être enterrés dans les cimetières juifs. De plus ils subissent des pressions pour se convertir alors qu'ils s'identifient comme « juif ». En 2019, le rabbinat ashkénaze crée une polémique en demandant à des personnes qui ne possèdent pas « les documents de judaïté » de passer un test génétique. Avigdor Liberman chef du parti Yisrael Beytenu qualifie le test de « racisme évident et discriminatoire ».

### Communauté musulmane
La plupart des musulmans israéliens sont sunnites. En 1922, les Britanniques créent le Conseil Musulman Suprême comme autorité religieuse musulmane dans le mandat britannique de Palestine et nomment Mohammed Amin al-Husseini (1895–1974) comme Grand Mufti de Jérusalem.
Les mariages musulmans se déroulent conformément à la charia. Les mariages interconfessionnels ne sont autorisés qu'entre hommes musulmans et femmes chrétiennes ou juives, considérées comme musulmanes après le mariage.
Une femme musulmane peut demander et obtenir le divorce auprès des tribunaux de la charia sans le consentement de son mari sous certaines conditions. Un contrat de mariage peut prévoir d'autres circonstances dans lesquelles elle peut obtenir le divorce sans le consentement de son mari. Un musulman peut divorcer de sa femme sans son consentement et sans saisir le tribunal.

### Églises chrétiennes
Il existe neuf églises officiellement reconnues aux fins du mariage. Il s'agit des églises grecque orthodoxe, catholique romaine (rite latin), arménienne apostolique, arménienne catholique, syriaque catholique, chaldéenne (uniate), melkite grecque catholique, maronite et syriaque orthodoxe. En 1970, l' Église anglicane fait partie de ces églises reconnues. Les couples chrétiens peuvent demander des séparations ou des divorces officiels, selon la dénomination, par le biais des tribunaux ecclésiastiques.

### Communauté druze
La communauté druze est reconnue comme distincte de la communauté musulmane en 1957. En 1962, des tribunaux druzes distincts sont créés pour traiter des questions de statut personnel dans la communauté druze, aux côtés des tribunaux rabbiniques, des tribunaux de la charia et des tribunaux des communautés chrétiennes.

## Règlement civil
En 2013, l'âge minimum du mariage en Israël devient 18 ans, contre 17 ans auparavant,. Auparavant, l'âge du mariage était de 18 ans pour les hommes et de 17 ans pour les femmes, avant d'être égalisés à 17 ans.
La Cour suprême israélienne a affirmé que le viol conjugal est un crime dans une décision de 1980, citant une loi fondée sur le Talmud,. Le viol, y compris le viol conjugal, est désormais un crime en Israël, passible de 16 ans de prison.
En vertu de la loi portant amendement de la loi pénale (bigamie), 5719 (1959), la polygamie est illégale, quelle que soit la communauté. Depuis 1977, tenter de prendre un deuxième conjoint peut être puni de cinq ans de prison, bien que la loi soit rarement appliquée. La polygynie est néanmoins toujours pratiquée par les bédouins musulmans du Néguev ; selon un rapport de la Knesset de 2013, 30 % des hommes bédouins du Néguev ont plus d'une épouse. Certains hommes bédouins utilisent des divorces nominaux ou des mariages non reconnus avec des femmes qui ne sont pas citoyennes israéliennes afin de contourner la loi. En 2017, la ministre de la Justice Ayelet Shaked lance une répression contre cette pratique,. Sur plus de 300 cas étudiés en 2018, 16 hommes ont été inculpés de polygamie.

## Reconnaissance partielle du mariage civil
En 1951, la Cour suprême d'Israël statue[réf. nécessaire] que les mariages conclus en dehors d'Israël conduits par un tribunal rabbinique conformément à la halakha doivent être reconnus en Israël. L'affaire portée devant le tribunal concernait un couple qui n'était ni résidents ni citoyens d'Israël au moment de leur mariage. Cependant, les commentateurs notent que l'affaire ne concernait pas une situation dans laquelle l'un des couples ou les deux étaient résidents ou citoyens d'Israël, ni un mariage civil à l'étranger.
La question de la reconnaissance des mariages civils revêt une importance particulière dans le judaïsme. En effet, le judaïsme orthodoxe a diverses interdictions concernant les mariages. Les couples dans ces situations de mariage interdit se marient parfois à l'étranger, principalement à Chypre, près d'Israël.
En 1962, la Cour suprême décide [réf. nécessaire] que le ministère de l'Intérieur doit inscrire les couples mariés à l'étranger, dans un mariage civil même si l'un ou les deux conjoints sont citoyens d'Israël. L'acte d'enregistrement est à des fins statistiques uniquement, et non une reconnaissance du statut personnel du couple, car l'enregistrement ne détermine pas la validité du mariage. [réf. nécessaire] En 2006, la Cour suprême vote 6-1 pour reconnaître les mariages homosexuels exécutés dans d'autres pays. Les mariages à l'étranger sont de plus en plus populaires, avec environ 9 000 couples qui enregistrent des mariages à l'étranger auprès du Bureau central des statistiques en 2011 seulement.
En 2010, Israël adopte la loi sur l'union civile pour les citoyens sans affiliation religieuse, 2010, permettant à un couple de former une union civile en Israël si les deux conjoints sont enregistrés comme n'appartenant officiellement à aucune religion.
La question des mariages civils est un problème majeur pour les juifs laïques et les membres des courants non orthodoxes du judaïsme, qui sont tenus de respecter les normes orthodoxes pour pouvoir se marier en Israël.
Selon une enquête du Pew Research Center de 2016, plus de 98 % des Israéliens sont mariés à un partenaire de la même religion. 97 % des Juifs seraient mal à l'aise si leur enfant épousait un musulman et 89 % seraient mal à l'aise si leur enfant épousait un chrétien. La grande majorité des Juifs laïques s'opposent au mariage interconfessionnel.

## Divorce
La loi de 1973 sur les relations de propriété des conjoints définissait officiellement les biens qui seraient divisés après le divorce ou le décès de l'un des époux, à moins qu'ils n'en aient tous deux convenu au préalable. Un amendement est ajouté en 2008 pour garantir que les biens seraient répartis également entre les deux époux avant le divorce plutôt qu'après.
Le processus de divorce en Israël pour les personnes mariées de religion juive est administré par la procédure Guett et finalisé par les juges rabbiniques Le 15 novembre 2016, la procédure Guett est officiellement réglementée. En effet, le procureur Shai Nitzan exigea des poursuites pénales contre les personnes qui refusent d'accorder ou d'accepter un divorce après avoir été instruits de le faire par un tribunal rabbinique. En 2019, le nombre de divorces juifs accordés chaque année est en augmentation; 11 145 couples divorcent en 2018.
Les couples juifs israéliens qui se marient lors de cérémonies civiles en dehors d'Israël doivent divorcer en passant par les tribunaux rabbiniques. En 2018, la Knesset adopte une loi, qui devrait rester en vigueur pendant trois ans, permettant aux tribunaux rabbiniques d'Israël de traiter certains cas de femmes juives souhaitant divorcer de leur mari juif, même si aucun des deux conjoints n'est citoyen israélien.
En vertu de la loi nationale sur la capacité et la tutelle, la garde des enfants est presque toujours accordée à la mère après un divorce. En 2012, cependant, un amendement est ajouté à la loi pour garantir que le père et tout enfant des parents divorcés âgé d'au moins six ans partagent les mêmes droits que la mère, car les travailleurs sociaux nommés par l'État déterminent la garde des enfants. L'âge de l'enfant est abaissé à deux ans[Quoi ?] en 2013.